# 武乡县
36°53′N 112°44′E / 36.89°N 112.74°E
武乡县在中国山西省东南部、太行山西侧、浊漳河上游，是长治市所辖的一个县。
总面积为1610平方公里，縣人民政府駐豐州鎮寶塔街7號。

## 历史
西汉置涅县，属并州上党郡，治今故城镇。西晋泰始年间（265年- 274年），涅县分为武乡县、镣阳县和涅县。后赵置武乡郡。北魏延和二年（433年），武乡郡改为乡郡，武乡县改为乡县。北魏太和十五年（491年），县治迁至南亭川（今武乡故县村）。北齐将乡郡改为南垣州、丰州、戎州，北周恢复乡郡。隋开皇三年（583年），废乡郡，乡县属上党郡；西部涅县先后更名为阳城县、贾水县，隋大业元年（605年）拆分并入铜鞮县和乡县；隋义宁元年（617年）乡县析置榆社县。唐初属河东道韩州；贞观十七年（643年），韩州废，乡县归属潞州；唐景云元年（710年），恢复武乡县名。1940年7月武乡县分为武乡县、武西县。1945年9月武乡、武西合并。1958年11月，榆社县并入武乡县。1959年7月，榆社县分出。

## 地理
武乡县绵亘于太行、太岳两山之间，地势呈东西高，中间低，状若如意。县境东部地区海拔大部分在1400米以上，最高峰花儿垴达2008米。西部地区海拔在1300米左右，最高峰紫金山海拔1809米。北部和南部的大部分山岭多在1000-1300米之间。中部地势比较平缓，最低处监漳滩至西川一带海拔800米。全县可分为石质山区，黄土丘陵区和较平川区三个不同的地形区域。

## 行政区划
武乡县下辖5个镇、9个乡：
丰州镇、洪水镇、蟠龙镇、监漳镇、故城镇、韩北镇、大有乡、贾豁乡、上司乡、石北乡、涌泉乡和分水岭乡。

## 交通
- 铁路：太焦铁路武乡东站、武墨铁路
- 高速铁路：郑太高速铁路武乡站
- 公路： 二广高速过境

## 人口
截至2020年11月，武鄉縣常住人口為15.53萬人。全縣總人口21萬人，其中農業人口17.8萬人。
2010年第六次全国人口普查武乡县常住人口182548人。 （中文）

## 经济
2012年GDP66.00亿元。

## 风景名胜
- 全国重点文物保护单位：八路军总司令部旧址、洪济院、武乡县大云寺、会仙观、武乡真如寺、
- 山西省文物保护单位：北良侯村造像
- 武乡县文物保护单位